# Flavio Caserta
Flavio Caserta (* 22. August 2003 in Baden AG) ist ein Schweizer Fussballspieler, der aktuell beim FC Aarau unter Vertrag steht und an den SC Kriens in der Promotion League ausgeliehen ist.

## Karriere

### Verein
Caserta stammt aus der Nachwuchsabteilung des FC Wohlen. 2018 wechselte er ins Team Aargau (gemeinsame Nachwuchsorganisation der grossen Aargauer Fussballvereine). 2018/19 war er Teil der U16-Mannschaft, 2019/20 Spieler der U-18-Auswahl des Teams Aargau. Im Sommer 2020 unterschrieb er einen Profivertrag beim FC Aarau. Seinen ersten Einsatz für das Fanionteam in der Challenge League hatte er am 21. Juli 2020 bei einem 2:2 gegen den FC Chiasso, als er in der 57. Spielminute für Stevan Lujic eingewechselt wurde. In der Saison 2020/21 kam er vor allem in der ersten Saisonhälfte vereinzelt zum Einsatz. In der Saison 2021/22 wurde er noch in keinem Ligaspiel eingesetzt.
Seine letzte aktive Spielzeit in der Schweiz war die Saison 2023/24 beim SC Kriens in der Promotion League (1. Liga Promotion). In dieser Saison kam er in 26 Spielen zum Einsatz. Caserta war in dieser Zeit vom FC Aarau an den SC Kriens ausgeliehen.

### Nationalmannschaft
Am 16. Mai 2019 machte Caserta bei einem Freundschaftsspiel der U16-Nationalmannschaft gegen Georgien (2:1-Sieg für die Schweiz) sein bisher einziges Länderspiel für eine Nachwuchs-Auswahl der Schweiz.